# Jorge Chávez Cresta
Jorge Luis Chávez Cresta (* 11. Mai 1961 in Lima) ist ein peruanischer Bauingenieur, Rechtsanwalt und pensionierter Offizier. Er war vom 21. Dezember 2022 bis 13. Februar 2024 Verteidigungsminister in der Regierung von Dina Boluarte; nachdem er dieses Amt bereits zwischen August und November 2020 in der Regierung von Martín Vizcarra innehatte.

## Leben
Chávez hat einen Master-Abschluss in Verwaltung des Instituto Tecnológico y de Estudios Superiores de Monterrey, einen Abschluss in Militärwissenschaften der Escuela Militar de Chorrillos und einen Abschluss in Bauwesen und Recht von der Universidad Alas Peruanas. Später promovierte er am Institut für Regierungsführung und öffentliches Management der Universität San Martin de Porres in Regierungsführung und öffentlicher Politik.

### Berufliche Laufbahn
Chávez war General der peruanischen Armee. In den Jahren 2009–2012 war er als Generalstabsoffizier Repräsentant der peruanischen Armee für das Thema Reserve und Naturkatastrophen in Spanien, Israel, Korea, China und den Vereinigten Staaten (West Virginia) sowie in Deutschland; Vertreter in Gesprächsrunden mit den Armeen der Republiken Argentinien, Bolivien, Kolumbien, Chile, Ecuador, Brasilien und den Vereinigten Staaten zur Förderung, Koordinierung und Stärkung der nationalen und internationalen Zusammenarbeit zwischen den Armeen der Amerikas.
In den Jahren 2016 und 2017 war er Generaldirektor für Politik und Strategie des Verteidigungsministeriums in den Bereichen Friedensmissionen, Katastrophenrisikomanagement und Sicherheit sowie als leitender Koordinator7 des Nationalen Notfallzentrums (COEN) während des El-Niño-Notstands an der Küste 2017 für die Durchführung und Koordinierung von Maßnahmen zur humanitären Hilfe für die betroffene Bevölkerung mit nationalen und internationalen Einrichtungen (UNDP, WFP, UNICEF u. a.) zuständig.
Seit 2017 ist er Leiter des Nationalen Instituts für Zivilschutz.

### Politische Laufbahn
Verteidigungsminister (2020)

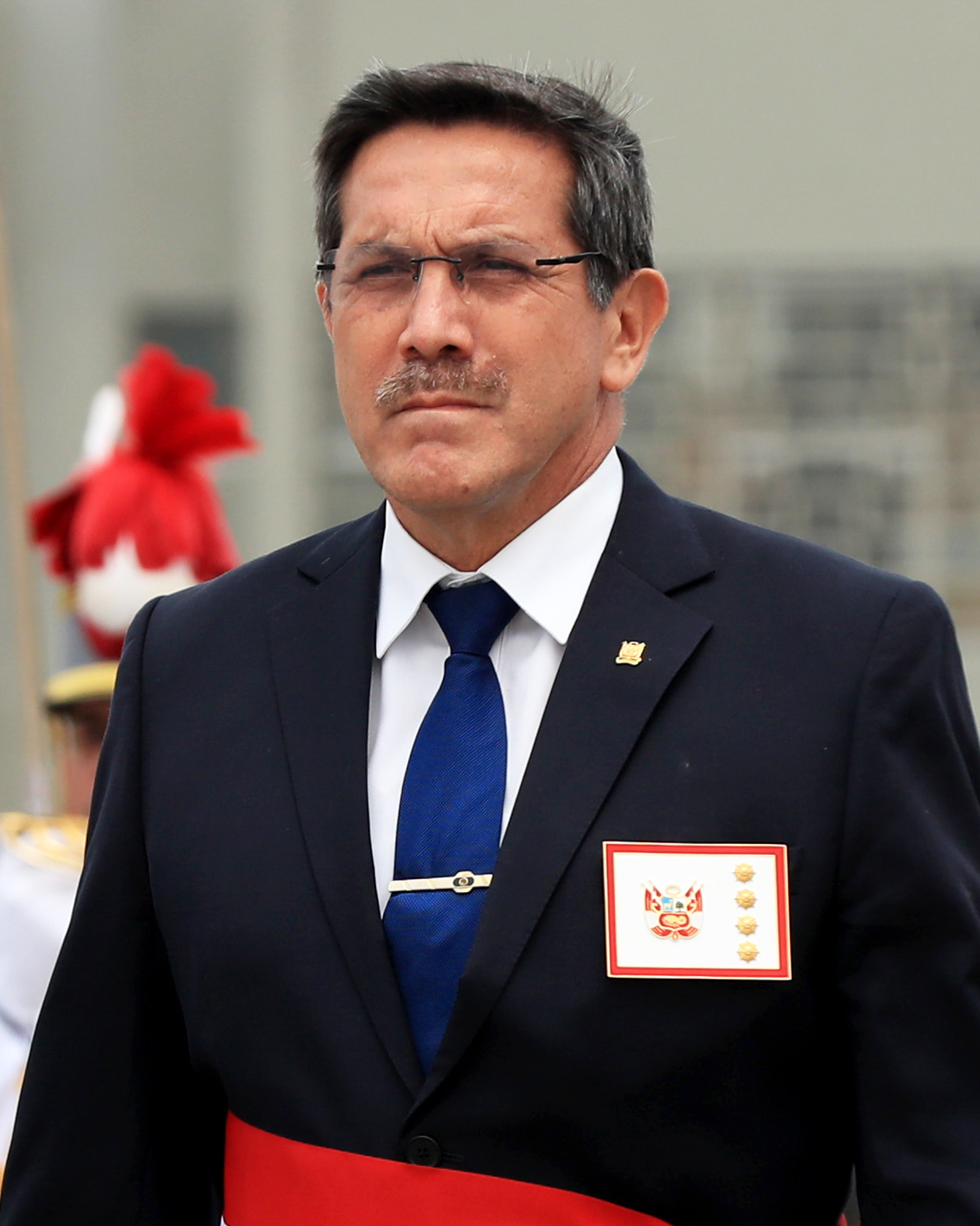
Jorge Chávez Cresta

Am 6. August 2020 wurde er zum Verteidigungsminister im Kabinett Martín Vizcarra ernannt.
Er blieb bis zum 10. November desselben Jahres im Amt, als er auf Grund des Amtsenthebungsverfahren von Vizcarra und der Übernahme des Amtes durch Manuel Merino als Interimspräsident zurücktreten musste.
Verteidigungsminister (2022)
Am 21. Dezember 2022 wurde er erneut in das Amt des Verteidigungsministers berufen, um Alberto Otárola zu ersetzen, der zurückgetreten war, um später in der Regierung von Dina Boluarte das Amt des Ministerpräsidenten zu übernehmen. Chavez Cresta trag am 13. Februar vom Amt des Verteidigungsministers zurück. Sein Nachfolger wurde Walter Astudillo.